# 梅本純正
梅本 純正（うめもと よしまさ、1919年〈大正8年〉5月27日 - 2015年〈平成27年〉12月28日）は、日本の厚生官僚・実業家。
社会保険庁長官、厚生事務次官、環境事務次官、内閣官房副長官、武田薬品工業社長などを務めた。

## 経歴
大阪府大阪市出身。浪速高等学校を卒業。1942年7月、高等試験行政科試験に合格。同年、東京帝国大学法学部政治学科を卒業。厚生省に入省し、生活局属となる。
以後、児童局企画課長、内閣官房総務課長（首席参事官）、援護局長、大臣官房長、保険局長、社会保険庁長官、厚生事務次官などを歴任。1971年7月、初代環境事務次官に就任し1973年7月まで在任。
退官後、老人福祉開発センター理事長、武田薬品工業顧問を務めた。1976年、三木内閣の内閣官房副長官（事務担当）を務めた。
以後、武田薬品工業専務、同社長、同会長、関西経済同友会代表幹事などを歴任した。
2015年12月28日、東京都世田谷区の自宅で死去した。享年96。

## 親族
- 楠瀬常猪初代広島県知事は義父。[要出典]